# The Terror
För andra betydelser, se Terror (olika betydelser).
The Terror (svensk premiärtitel: Terror) är en amerikansk b-skräckfilm från 1963 i regi av Roger Corman. Manuset skrevs av Leo Gordon och Jack Hill, och i huvudrollerna syns Boris Karloff, Jack Nicholson och Dick Miller.
Filmen spelades in direkt i anslutning till Korpen, med samma dekor som i denna film, och merparten av filmen spelades in under två dagar. Resten av filmen spelades in under de följande månaderna av Francis Ford Coppola (som krediterades som "assistant producer") och Monte Hellman (som blev "location director"). Den utspelar sig i Frankrike år 1806 och handlar om en ung officer (Nicholson) som följer efter en mystisk kvinna (Sandra Knight) till ett slott som bebos av en åldrig baron (Karloff).

## Rollista
- Boris Karloff – Baron Victor Frederick Von Leppe
- Jack Nicholson – Lt. Andre Duvalier
- Sandra Knight – Helene / Spöket av Ilsa The Baroness Von Leppe
- Dick Miller – Stefan (som Richard Miller)
- Dorothy Neumann – Katrina, häxa / Erics mor
- Jonathan Haze – Gustaf